# فاکاتاتیوا
فاکاتاتیوا (به اسپانیایی: Facatativá) یک سکونتگاه مسکونی در کلمبیا است که در Western Savanna Province واقع شده‌است.

## خصوصیات
فاکاتاتیوا ۱۵۸ کیلومترمربع مساحت و ۱۱۷٬۱۳۳ نفر جمعیت دارد و ۲٬۶۴۰ متر بالاتر از سطح دریا واقع شده‌است.